# Famous Dave's
Famous Dave's of America is een keten van barbecuerestaurants die varkensribbetjes, kip, rund  en verschillende smaken barbecuesaus serveert. Dave Anderson, een Ojibwe die fungeerde als hoofd van het federale Bureau van Indiaanse Zaken van 2004 to 2005, richtte het eerste Famous Dave's restaurant op in de buurt van Hayward (Wisconsin) in 1994. De restaurantketen kende een grote expansie in de Midwest van de Verenigde staten. Momenteel heeft de keten 200 vestigingen in 34 staten en één Canadese provincie. Het eerste keten-restaurant was 'Famous Dave's Bar-B-Que and Blues' in Calhoun Square, Minneapolis (Minnesota).